# 山东胜利
山东胜利股份有限公司 （深交所：000407）是中国深圳证券交易所的一家从事药物制造、房地产开发、股权投资的上市公司，成立于1994年5月11日。公司总股本为64923.204万股（2011年）。
公司总部位于山东省济南市高新区天辰大街2238号，法人代表为王鹏。